# Piotr Sitarski
Piotr Sitarski (ur. 1967) – polski filmoznawca, dr hab. nauk humanistycznych.

## Życiorys
W 1986 r. zdał egzaminy maturalne w I Liceum Ogólnokształcące im. Mikołaja Kopernika w Łodzi. 26 września 1997 obronił pracę doktorską Model komunikacyjny rzeczywistości wirtualnej w perspektywie teorii mediów audiowizualnych, 25 maja 2011 habilitował się na podstawie pracy zatytułowanej Sens stylu. O twórczości filmowej Ridleya Scotta. Otrzymał nominację profesorską. Pracował w Instytucie Teorii Literatury, Teatru i Sztuk Audiowizualnych na Wydziale Filologicznego Uniwersytetu Łódzkiego.
Pracuje na stanowisku profesora nadzwyczajnego w Instytucie Kultury Współczesnej Wydziału Filologicznego Uniwersytetu Łódzkiego. Jest także członkiem zarządu Polskiego Towarzystwa Kulturoznawczego.